# 김미연 (1993년)
김미연(1993년 3월 5일 ~ )은 대한민국의 여자 배구 선수이다. GS칼텍스 서울 KIXX 소속으로, 포지션은 아웃사이드 히터이다. 2011년 8월 29일 열린 2011-2012시즌 여자 신인선수 드래프트에서 3라운드 3순위로 한국도로공사 하이패스 제니스에 입단하였다. 빠르고 날카로운 스윙과 강한 파워를 이용한 공격이 장점이다. 폭발적인 공격력을 선보이는 모습에 미콜이라는 별명이 붙었다. 2017년에는 처음으로 국가대표팀에도 발탁되어 월드그랑프리 대회에 참가하였다.

## 프로리그

### 성남 한국도로공사 하이패스 제니스 (2014-2015 시즌)
교체 선수로 간간히 출전했으나, 도로공사 레프트 라인이 황민경과 문정원 선수로 고정되어 출전 기회를 자주 얻지는 못했다. 도로공사가 정규리그 1위를 확정한 뒤, 주전들이 휴식을 취한 잔여 2경기에서 니콜 포셋을 대신해 팀의 주공격수로 활약했다. 시즌 마지막 KGC 인삼공사와의 경기에서 자신의 최고 득점을 갱신하였다.

### 경북 김천 하이패스 배구단 (2015-2016 시즌)
시즌 4번째 경기까지 고예림의 교체 선수로 활약하다, 5번째 경기부터 선발 출전하기 시작했다. 시즌 초반에는 불안한 모습이었으니, 시간이 흐를수록 부상으로 시즌 아웃된 문정원의 공백을 훌륭하게 메우며 주전 자리를 꿰찼다. 12월 9일 현대건설과의 경기에서 시즌 최고 득점인 18점을 기록했다.

### 화성 IBK 기업은행 알토스배구단 (2016-2017 시즌)
2016-17 시즌 앞두고 IBK기업은행에 전새얀,최은지를 한국도로공사로 이적하고 김미연,이고은과의 2대2 트레이드를 단행하여 한국도로공사에서 IBK기업은행으로 이적하였다. 이적후 소속팀의 디그, 리시브라인을 담당하면서 이적 첫 우승을 경험을 하였다.또한 서브에서 2위(세트당 0.29)에 오르며 IBK기업은행이 우승을 하는데 크게 기여하였다.

### 인천 흥국생명 핑크스파이더스시절
2017-2018시즌 종료 후 FA 자격을 얻었다. 원 소속구단 화성 IBK기업은행 알토스와의 협상이 결렬되면서 FA 시장에 나왔으며, 5월 14에 인천 흥국생명 핑크스파이더스와 1년 1억 5천만원에 계약을 맺었다. 흥국생명에서 2022 - 2023 시즌까지는 주전 아웃사이드 히터 선수로서 공격과 리시브에 많은 기여를 했으나 2023 - 2024 시즌 아시아쿼터 선수 레이나 토코쿠의 영입으로 팀에서 입지가 좁아졌고, 2024 - 2025 시즌 레이나 토코쿠가 떠난 후 다른 국내 선수들과 주전 경쟁을 했으나 신예급 선수인 정윤주에게 밀려서 출전 기회가 더 줄어들었다. 

### GS칼텍스 서울 KIXX시절
팀에서 계속해서 입지가 좁아진 끝에 결국 트레이드 카드로 활용된다. GS칼텍스 소속의 문지윤과 1대 1 트레이드 되어 GS칼텍스 유니폼을 입게 되었다.
- V리그 개인 최다 득점

2018년 12월 12일 한국도로공사전 23득점(공격 21점, 블로킹 1점, 서브에이스 1점)
- 컵대회 개인 최다 득점

2019년 9월 27일 현대건설전 25득점(공격 22점, 서브에이스 2점, 블로킹 1점)

## 약력
- 신탄진초등학교
- 신탄중앙중학교
- 대전용산고등학교
- 2011년 3라운드 3순위로 도로공사 하이패스제니스 입단
- 2016년 IBK기업은행 알토스 배구단으로 이적.
- 2018년 FA자격을 얻어 흥국생명 핑크스파이더스 이적.

## 수상 경력
- 2008년춘계연맹전 여자 중등부 우수상